# Égio
Égio (em grego: Αίγιο; romaniz.: Aígio; em latim: Aegium) é uma cidade no nordeste de Acaia, na Grécia, que tem uma população de cerca de 30 000 habitantes. Égio é uma das mais antigas cidades da Grécia e dos Bálcãs. 
A cidade pode ser acessada pela GR-8A, ao sul, atravessando algumas montanhas. A cidade fica em terras aráveis, que abrange mais de um quarto da comunidade. As montanhas do Panacaico e Erimanto são raramente visitadas. O município ficou conhecido como Vostitsa ou Vostitza na Idade Média e até ao final do século XX.